# Copa Coca-Cola (Costa Rica)
La Copa Coca-Cola es una competición de fútbol escolar para chicos y chicas de categoría sub-15 que se disputa con carácter
anual.En Costa Rica se hace desde el 2006 hasta la presente.
Este evento en es jugado por los equipos Sub-16 y también llamado Copa Colegial Coca Cola.   

## Palmarés
| Año  | Campeón                                       |
| ---- | --------------------------------------------- |
| 2006 | Colegio Obando Chan (Provincia de Puntarenas) |
| 2007 | Colegio Obando Chan (Provincia de Puntarenas) |
| 2008 | Saprissa de Corazón J.V.C.                    |
| 2009 | Saprissa de Corazón J.V.C.                    |
| 2010 | UCR                                           |
| 2011 | Colegio Los Angeles de Costa Rica             |

## Campeones por provincia
| Años de título      | Provincia               |
| ------------------- | ----------------------- |
| 2008,2009,2010,2011 | Provincia de San José   |
| 2006,2007           | Provincia de Puntarenas |